# Regnul Fungi
Regnul Fungi (ciupercile) formează al treilea mare regn al organismelor eucariote alături de Regnul Animalia și Regnul Plantae cu peste 100.000 de specii cunoscute. Sunt sedentare, ca și plantele la care au fost incluse de mult timp, dar nu pot practica fotosinteza. Prin urmare, ele trebuie să se hrănească ca animalele prin asimilarea substanțelor organice (heterotrofie), pe care însă le absorb din mediu într-o formă dizolvată. Conform cunoașterii actuale, ciupercile sunt mai strâns legate de animale decât de plante. Regnul include, mai presus de toate, organisme multicelulare din încrengătura Basidiomycota, dar și organisme unicelulare, cum ar fi drojdia precum forme sincitice cu mulți nuclei celulari, dar fără o subdiviziune celulară. O denumire alternativă este Mycota.

## Evoluție
Strămoșul comun al ciupercilor și animalelor a fost probabil un organism unicelular flagelat din urmă cu mai mult de un miliard de ani. O descoperire într-o ardezie veche de 850 de milioane de ani în Canada este uneori interpretată drept o fosilă de ciuperci. Presupuse descoperiri mai vechi, în China și Australia, cu o vârstă de 1,5 miliarde de ani, trebuie încă confirmate ca ciuperci. Primele descoperiri în mare măsură nediscutate datează din perioada geologică ordoviciană și pot fi atribuite ciupercilor micorizante arboricole. Ciuperci fosile au fost descoperite de asemenea în chihlimbar între altele pe depozitele cunoscute carbonifere din Scoția și Anglia, din Triasicul târziu, carnian în Germania și în biodiversitate remarcabilă în chihlimbarul canadian cretacic precum și în cel terțiar mexican, și baltic. În unele dintre aceste descoperiri se găsesc ciuperci care au atacat termite și nematode, fiind închise de rășină împreună cu gazdele lor.
În timp ce marea majoritate a ciupercilor care apară astăzi nu mai dezvoltă flageluri, spori flagelați sau gameți apar în timpul reproducerii ale speciilor din încrengătura Chytridiomycota. Probabil că ciupercile au părăsit apa înainte de plante și au colonizat suprafața de uscat. Deoarece primele plante terestre cunoscute încă nu au avut rădăcini reale, trăind însă evident în simbioză cu ciuperci micorizante arboricole din diviziunea Glomeromycota, se presupune, că aceste ciuperci au făcut abia posibil ca plantele să colonizeze acest tărâm. Pășirea cu succes a plantelor nu ar fi fost posibilă fără simbioza cu bureții.

## Sistematică și ontogeneză

### Sistematică

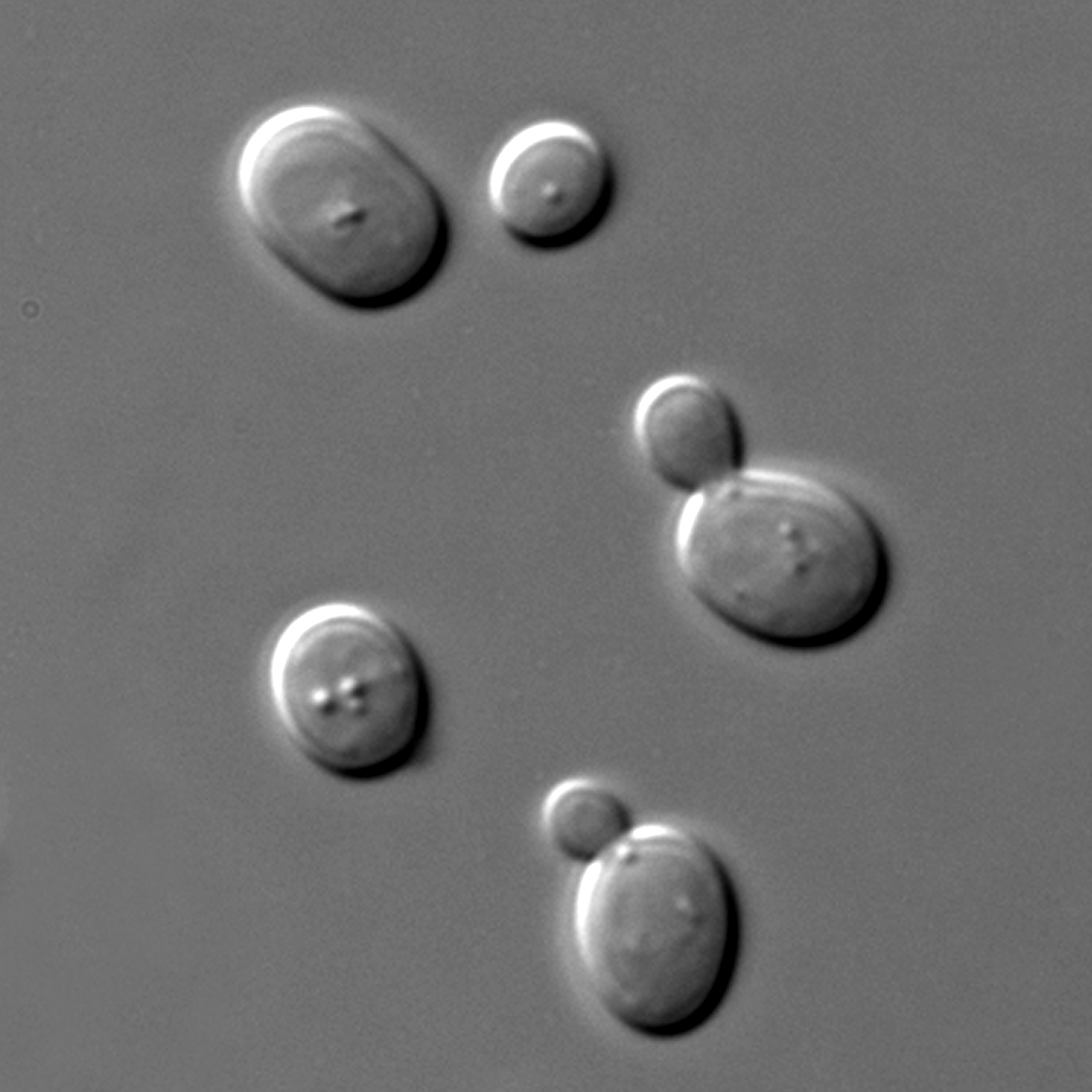
Saccharomyces cerevisiae sub microscop

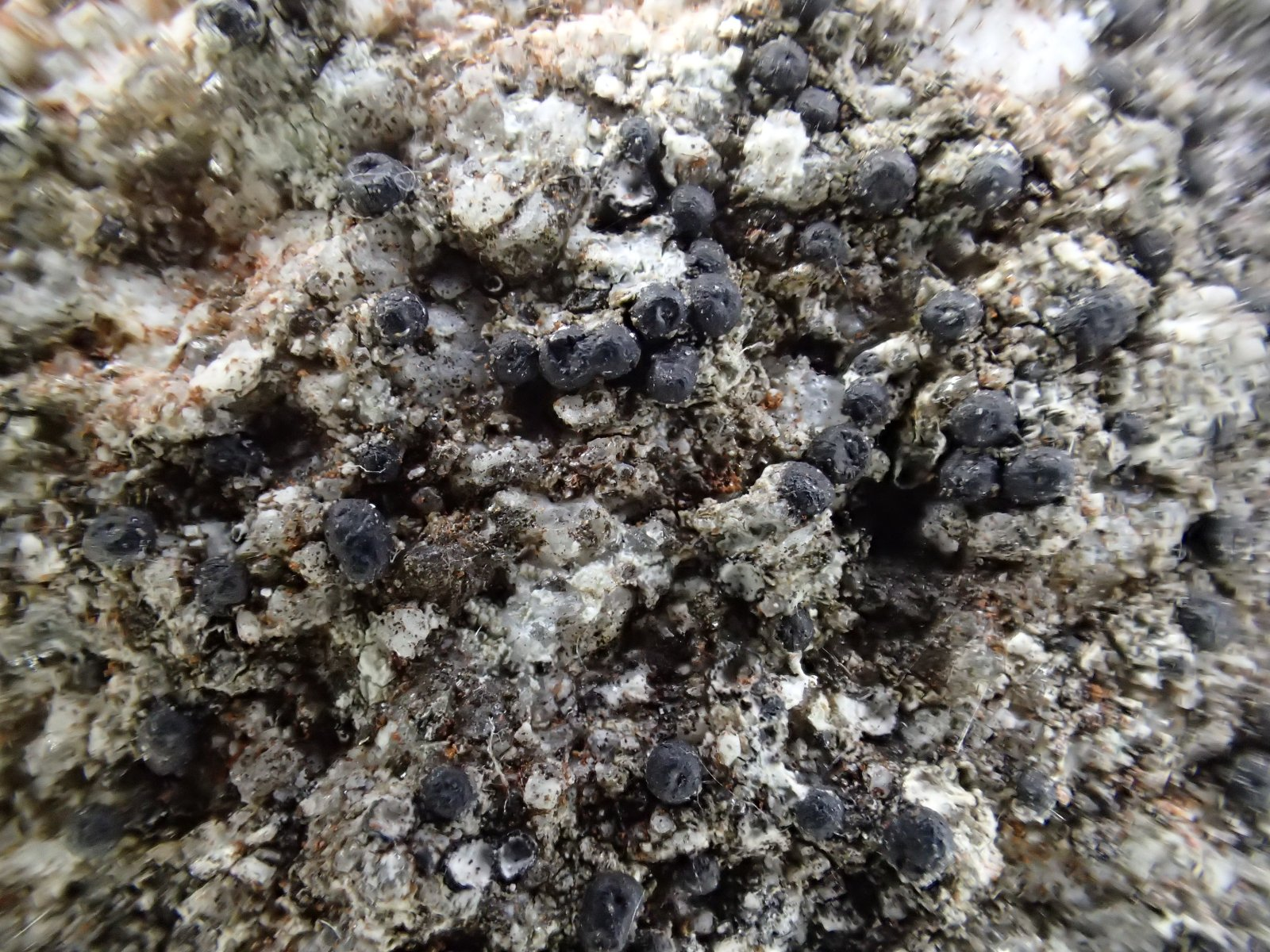
Euascomycetes: Acrocordia macrospora

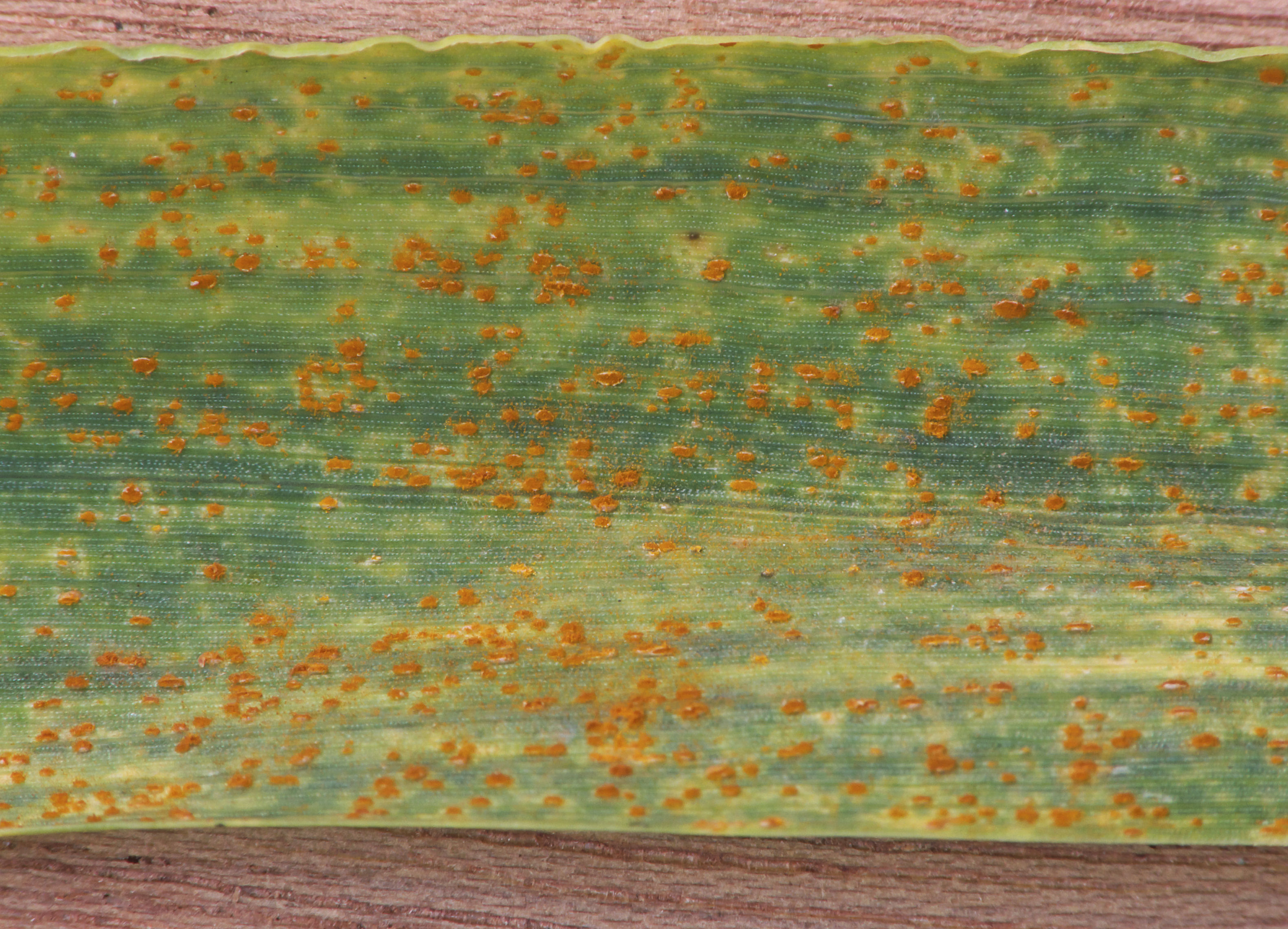
Uredinales: Puccinia recondita pe Triticum aestivum

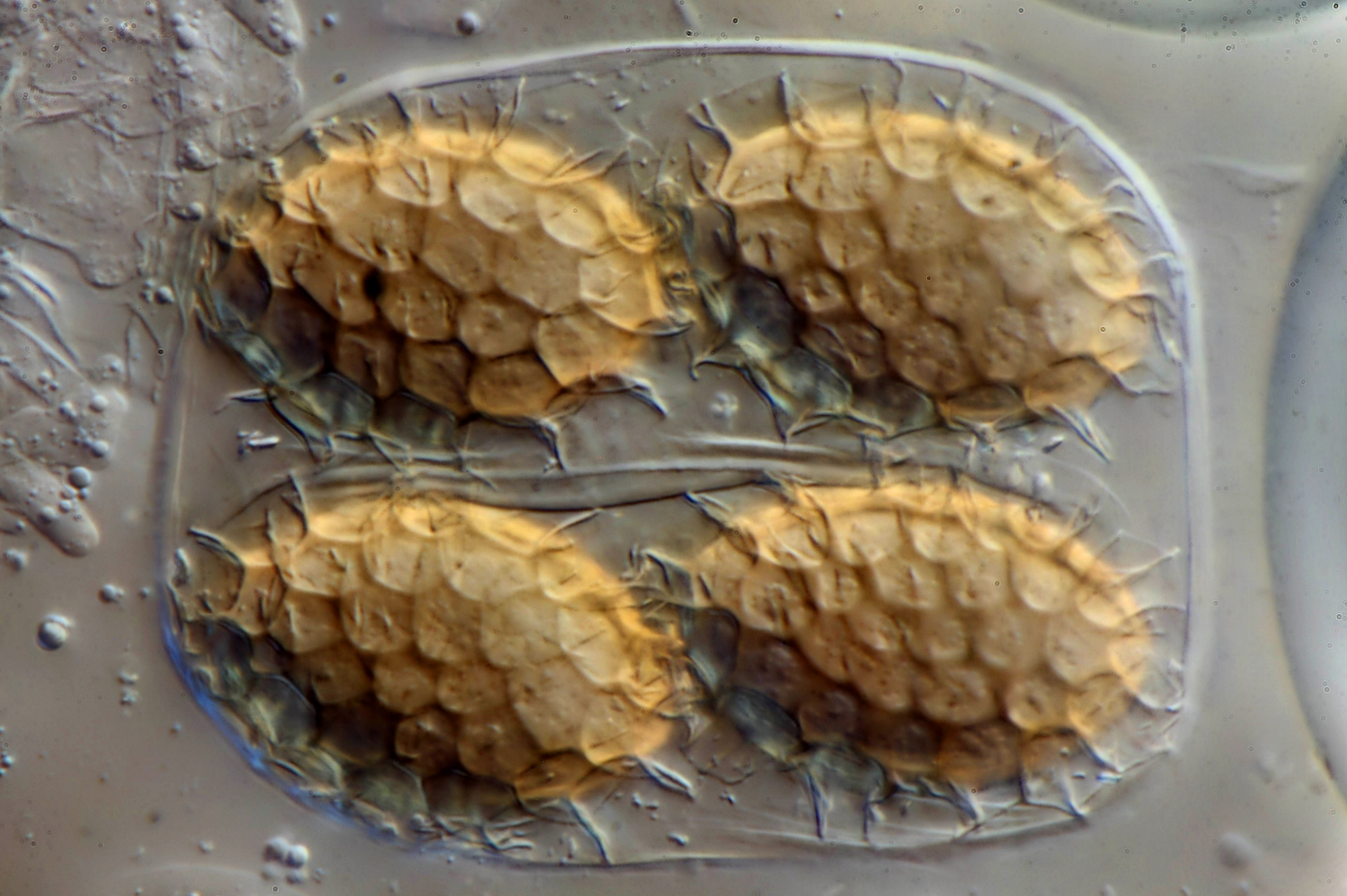
Sporii unei trufe

În Regnul Fungi sunt cunoscute aproximativ 100.000 de specii. Conform estimărilor actuale (2017), există însă între 2,2 și 3,8 milioane din ele. Regnul este împărțit după cum urmează:
- Clasa I: Phycomycota
- Clasa II: Eumycota
  - Subclasa 1: Ascomycota
    - Secția a: Protoascomycetes sin. Saccharomycetales
    - Secția b: Euascomycetes (Plectascales, Pseudosphaeriales, Sphaeriales, Pezizales)

  - Subclasa 2: Basidiomycota
    - Secția a: Holobasidiomycetes
    - Secția b: Phragmobasidiomycetes sin. Heterobasidiomycetes (Uredinales, Ustilaginales)

### Ontogeneză
Din cauza lipsei de cromatofori, ciupercile nu sunt apte pentru asimilație. 
O parte trăiește ca paraziți sau saprofiți terestru sau în apă dulce, foarte rar în mare. Unele specii nu sunt heterotrofe doar pentru oxigen și azot, ci de asemenea pentru alte substanțe active. Corpul lor fructifer constă în mare măsură din celule ramificate în formă de furtun, care conțin adesea mai mult de un nucleu haploid. Hifele (pereții, filamente subțiri) sunt compuși preponderent din chitină, numai rar din celuloză. Suma hifelor este denumită miceliu. Unele organisme unicelulare din încrengătura Phycomycota, în special ale Ascomycota, nu formează micelii. Eucariotele Myxogastria sin. Myxomycetes, ciuperci vâscoase plasmodiale, posedă corpuri vegetative formate complet altfel. Mai mult sau mai puțin toate soiurile pot fi cultivate. 
O altă parte practică o formă de simbioză între ele și plante în care o ciupercă intră în contact cu sistemul rădăcinilor fine unei plante, numită micoriza. Aici există soiri cu hife septate transversal precum alte, unde această diferențiere lipsește. La formele neseptate, întregul miceliu poate fi privit drept o singură celulă mult-nucleară (sincițiu). De asemenea, formele septate ale Ascomicetelor și mulți Fungi imperfecti trebuie văzute drept sinciții. Pereți transversali sunt formați la aceste organisme doar pentru separarea organelor de reproducere. Pereții transversali păstrează un nucleu celular central de mărime variabilă din cauza opririi premature a sintezei peretelui încarnând centripetal. Acest por permite nu numai un contact plasmatic a celulelor învecinate, ci, de asemenea, traversarea nucleilor celulari precum altor organite celulare. Numai la Basiomicetele există o clasificare în celule veritabile, comparabile cu cele ale plantelor superioare. Hifele ciupercilor superioare pot să concrească în timpul formării corpului fructifer la o cvasi-țesătură. Aceste specii nu pot fi cultivate în mod general.

#### Caracteristici generale ale încrengăturii Eumycota pe scurt
- Organisme eucariote;
- majoritatea sunt pluricelulare;
- organisme heterotrofe;
- populează orice mediu;
- nemotile;
- creștere continuă;
- prezența peretelui celular;
- membrana celulară (când există) este alcătuită din micoceluloză sau micozină;
- prezența chitinei, calozei etc. în cadrul peretului celular;
- plastidele lipsesc complet;
- formarea ureei;
- înmulțirea prin spori careconțin substanțe de rezervă: glicogen și picături de grăsime.

#### Ultrastructură
La majoritatea reprezentanților regnului Fungi structura corpului se aseamănă într-o oarecare măsură. Aici unele caracteristici comune:
- Perete celular
- În celule se află: citoplasmă, vacuole, unul sau mai mulți nuclei în funcție de grupă sistematică, apoi ribozomi, reticul endoplasmatic, condriozomi, etc.

## Înmulțire

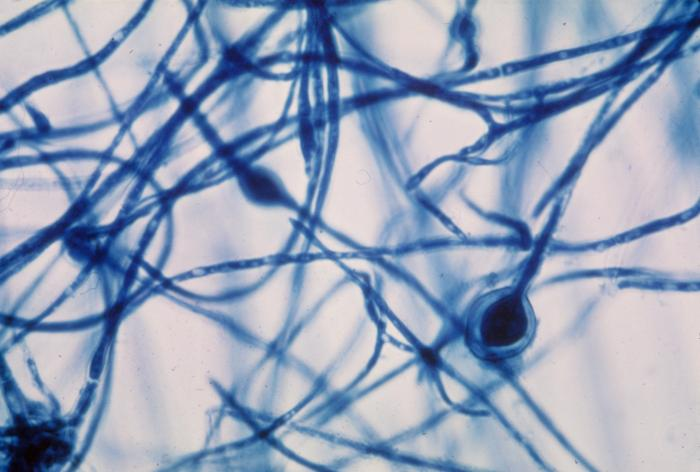
Clamidospori

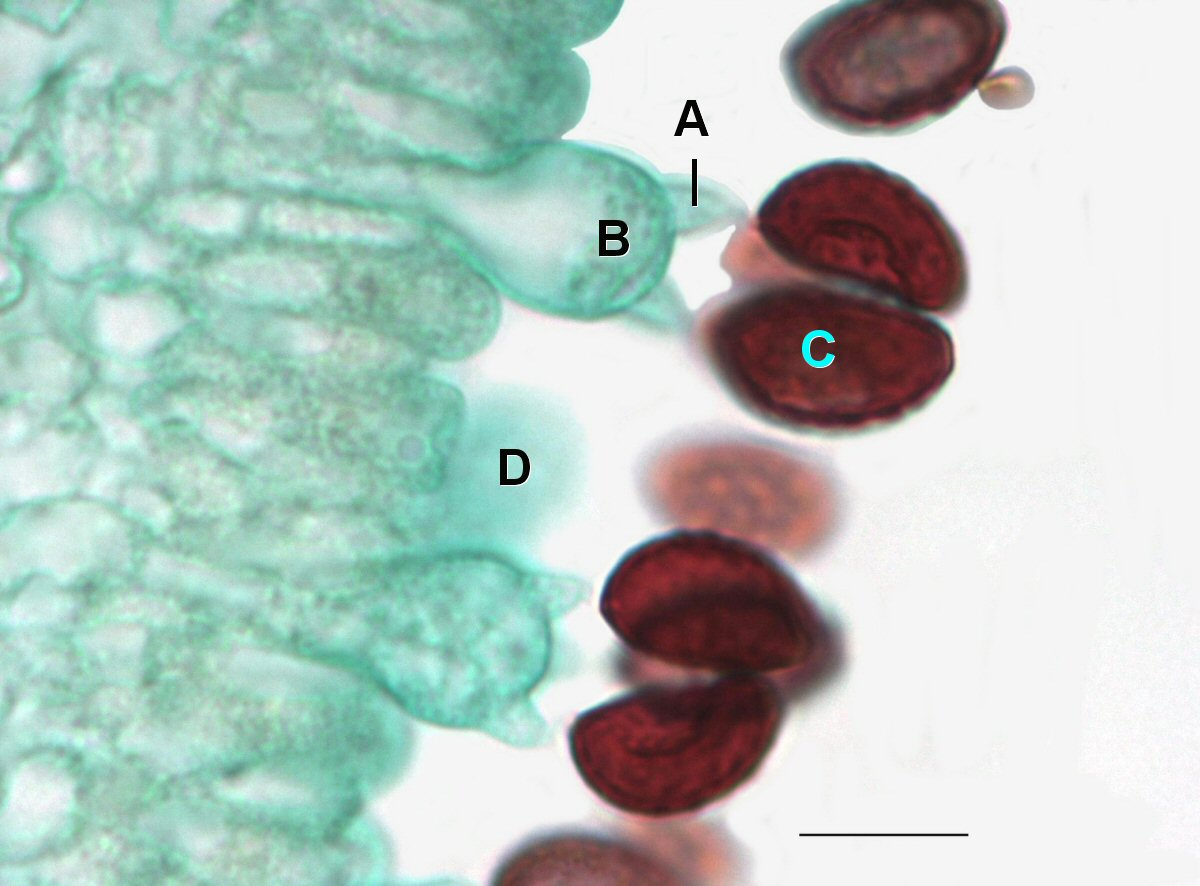
Basidii: A-sterigme; B-basidie; C-spor; D- basidie necoaptă

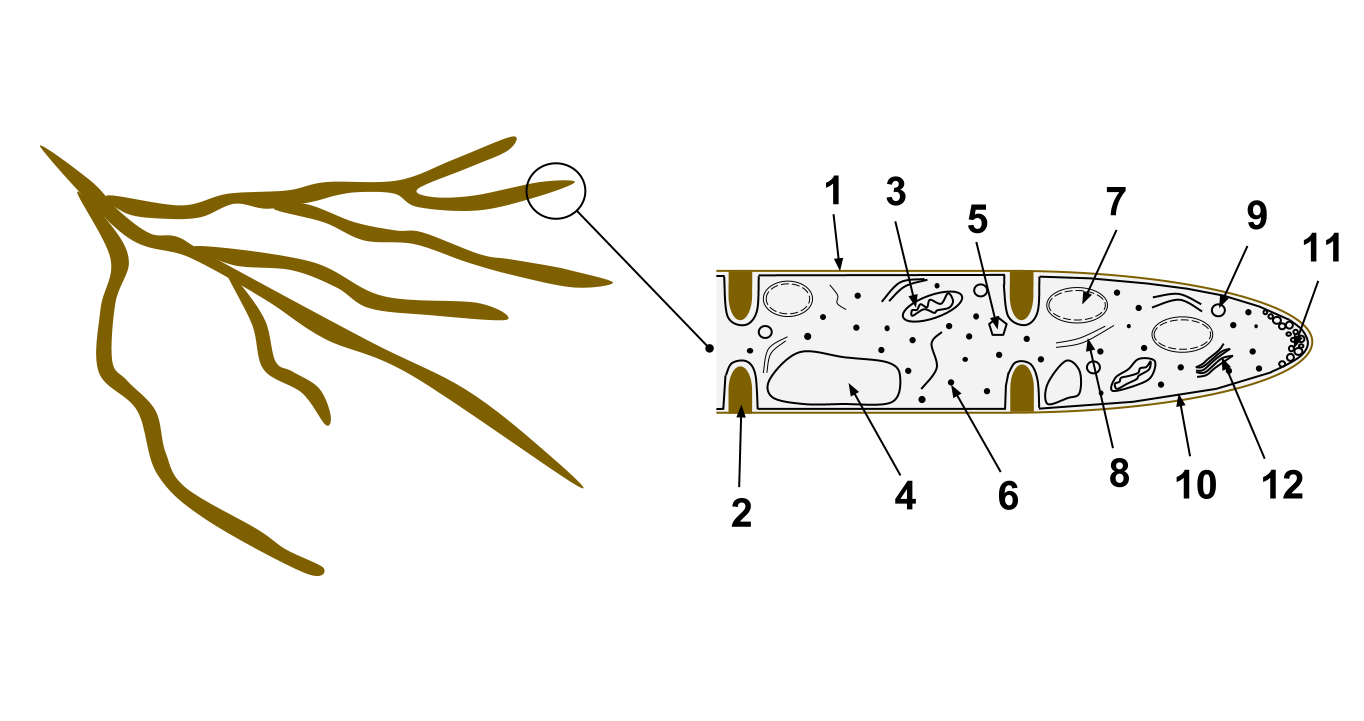
Hifă: 1. peretele hifei; 2. septe; 3. mitochondriu; 4.vacuolă 5. Ergosterol cristalin; 6. ribozom; 7. nucleu 8. reticul endoplasmatic 9. corp uleios; 10. membrană celulară; 11. Spitzenkörper; 12. Aparatul Golgi

Fungii se reproduc atât asexuat, cât și sexuat. 

### Reproducere asexuată
În cazul ciupercilor, reproducerea asexuată (vegetativă) este foarte frecventă. Înmulțirea nu are loc prin formarea de celule sexuale, ci prin formarea de agamete (spori care formează un nou organism fără fuziune cu o altă celulă) care la unele specii lipsesc chiar și ele. Acești bureți sunt numiți Fungi imperfecti. Există diferite tipuri de spori, de exemplu:
- Artrosporii (oidii): sunt cauzați de spargerea hifelor în celule individuale.
- Ascosporii: sunt recipiente sub formă de sac alungit, în care are loc meioza ciupercilor și în care se formează ascosporii haploizi, care la rândul lor reprezintă o formă de răspândire la unele tipuri de ciuperci. Sporulația este adesea necesară pentru a genera rapid urmași, de exemplu pentru a depăși perioade de foame.
- Blastosporii: se formează ca protuberanțe la vârfurile hifelor sau în alte poziții și se maturizează de la bază. Se separă fără formarea de septe. Dacă blastosporii se formează pe axe minore, ele se numesc simpodiospori.
- Clamidosporii: imobili, cu pereți grosolani, se dezvoltă intercalare (restricționate la anumite zone) sau prin umflarea capetelor de hifă, atât în interiorul hifelor, cât și prin așa-numita germinație. Ciuperci terestre și acvatice le pot dezvolta sub condiții nefavorabile de trai.
- Conidiosporii: prin constricție la vârful anumitor hife fungide, se formează așa-numitele conidiofore, din care se eliberează ulterior conidiosporii. Sunt exospori.
- Porosporii: cu pereți groși sunt formați individual sau în verticile prin pori în peretele celular al hifei purtătoare de spori și pot fi de asemenea formate ca lanțuri care cresc de la bază până la vârf.
- Sporangiosporii: se formează endogen în hife deosebite, așa zișilor sporangi (la Phycomycota), recipiente de fructe asemănătoare unui săculeț, în interiorul cărora se dezvoltă sporangiosporii.
- Zoosporii: se găsesc numai la ciupercile acvatice, fiind spori flagelați care se dezvoltă endogen în zoosporangii.

### Reproducere sexuată
Principiul reproducerii sexuate care nu produce urmași identici, spre deosebire de reproducerea asexuată, este formarea de spori (meiospori) compuși genetic nou după fuziunea celulară (plasmogamie), fuziunea nucleară (cariogamie) și diviziunea celulară (meioză).
Ciupercile pot forma conidii cu spori sexuali. Ele sunt de obicei haploide, deci au doar un singur set simplu de cromozomi în nucleele lor celulare și trec doar printr-o fază diploidă scurtă cu două seturi de cromozomi în timpul reproducerii sexuale. Doi spori se îmbină complet (inclusiv cariogamie, plasmogamie) și formează o nouă celulă diploidă. Între ele există o fază cu două nuclee în ciupercile Basidiomycota și majoritatea ciupercilor Ascomycota care nu este cunoscută pentru alte viețuitoare. În această fază, fiecare celulă conține doi nuclei haploizi de origine „parentală” diferită. Aceste procese sunt posibile de asemenea alternativ, astfel încât ciupercile pot trece între organisme haploide și diploide, precum și între o reproducere sexuată și asexuată. Decursul proceselor sexuale diferă tare în diferitele departamente sistematice ale ciupercilor. Astfel de soiuri poartă numele de Fungi perfecti.
Fungi ai încrengăturilor Mucoromycota și Zoopagomycota nu formează corpuri fructifere, ci există doar ca micelii mult-nucleare. La ei, hifele învecinate emit prelungiri, numite gametangii, care se combină în forma unui jug. Punctul de contact se umflă apoi, pereții celulari care se separă se dizolvă și produsul de fuziune mult-nucleară este izolat de cele două gametangii prin partiții. Faza diploidă se realizează prin fuziunea nucleelor celulare în perechi.
În sfârșit mai trebuie menționat că formarea corpurilor fructifere este asociată de o creștere considerabilă a activității metabolice, deoarece în ele se formează considerabil mai multe proteine și acizi nucleici decât în miceliu și datorită acestui fapt, un consum crescut de energie este necesar, ceea ce se reflectă și într-o creștere corespunzătoare a consumului de oxigen.

### Schiță de tipuri ai reproducerii (posibilă)
| Înmulțirea | Asexuată | Vegetativă          | Prin porțiuni de miceliu         | -                              | -                           | -                      | -           | -                                 |
| Înmulțirea | Asexuată | Vegetativă          | Talospori                        | Spori de natură micelară       | Artrosporii                 | -                      | -           | -                                 |
| Înmulțirea | Asexuată | Vegetativă          | Talospori                        | Spori de natură micelară       | Aleuriosporii               | -                      | -           | -                                 |
| Înmulțirea | Asexuată | Vegetativă          | Talospori                        | Spori de natură micelară       | Clamidosporii               | -                      | -           | -                                 |
| Înmulțirea | Asexuată | Asexuată prin spori | După modul de formare a sporilor | Holocarpic                     | -                           | -                      | -           | -                                 |
| Înmulțirea | Asexuată | Asexuată prin spori | După modul de formare a sporilor | Eucarpic                       | -                           | -                      | -           | -                                 |
| Înmulțirea | Asexuată | Asexuată prin spori | După modul de formare a sporilor | După posibilitățile de mișcare | Aplanospori (spori imobili) | -                      | -           | -                                 |
| Înmulțirea | Asexuată | Asexuată prin spori | După modul de formare a sporilor | După posibilitățile de mișcare | Zoospori (spori mobili)     | -                      | -           | -                                 |
| Înmulțirea | Asexuată | Asexuată prin spori | După modul de formare a sporilor | După locul de formare          | Spori endogeni (endospori)  | Sporangiospori         | -           | -                                 |
| Înmulțirea | Asexuată | Asexuată prin spori | După modul de formare a sporilor | După locul de formare          | Spori endogeni (endospori)  | Zoospori               | -           | -                                 |
| Înmulțirea | Asexuată | Asexuată prin spori | După modul de formare a sporilor | După locul de formare          | Spori endogeni (endospori)  | Ascospori              | -           | -                                 |
| Înmulțirea | Asexuată | Asexuată prin spori | După modul de formare a sporilor | După locul de formare          | Spori exogeni (exospori)    | Conidii (conidiospori) | -           | -                                 |
| Înmulțirea | Asexuată | Asexuată prin spori | După modul de formare a sporilor | După locul de formare          | Spori exogeni (exospori)    | Conidii (conidiospori) | Sporodochii | -                                 |
| Înmulțirea | Asexuată | Asexuată prin spori | După modul de formare a sporilor | După locul de formare          | Spori exogeni (exospori)    | Conidii (conidiospori) | Acervulii   | -                                 |
| Înmulțirea | Asexuată | Asexuată prin spori | După modul de formare a sporilor | După locul de formare          | Spori exogeni (exospori)    | Conidii (conidiospori) | Picnidii    | Picnospori, stilospori, spermatii |
| Înmulțirea | Asexuată | Asexuată prin spori | După modul de formare a sporilor | După locul de formare          | Spori exogeni (exospori)    | Conidii (conidiospori) | Bzidiospori | -                                 |
| Înmulțirea | Asexuată | Asexuată prin spori | După modul de formare a sporilor | După locul de formare          | Spori exogeni (exospori)    | -                      | -           | -                                 |
| Înmulțirea | -        | Asexuată prin spori | După modul de formare a sporilor | După locul de formare          | Spori exogeni (exospori)    | -                      | -           | -                                 |

| Înmulțirea | Sexuată | Amfimixis   |
| Înmulțirea | Sexuată | Automixis   |
| Înmulțirea | Sexuată | Pseudomixis |
| Înmulțirea | Sexuată | Apomixis    |

## Ecologie

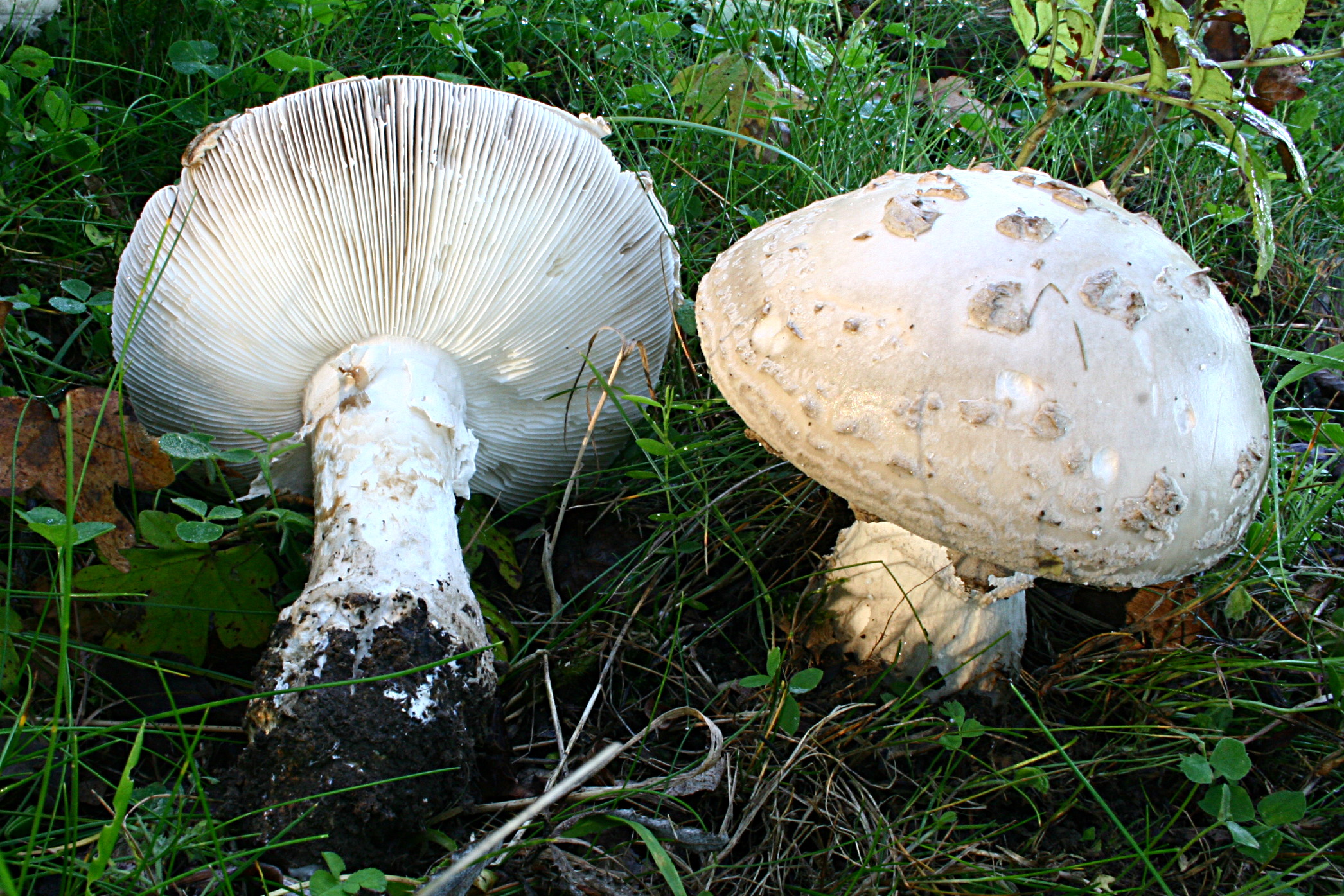
Amanita strobiliformis

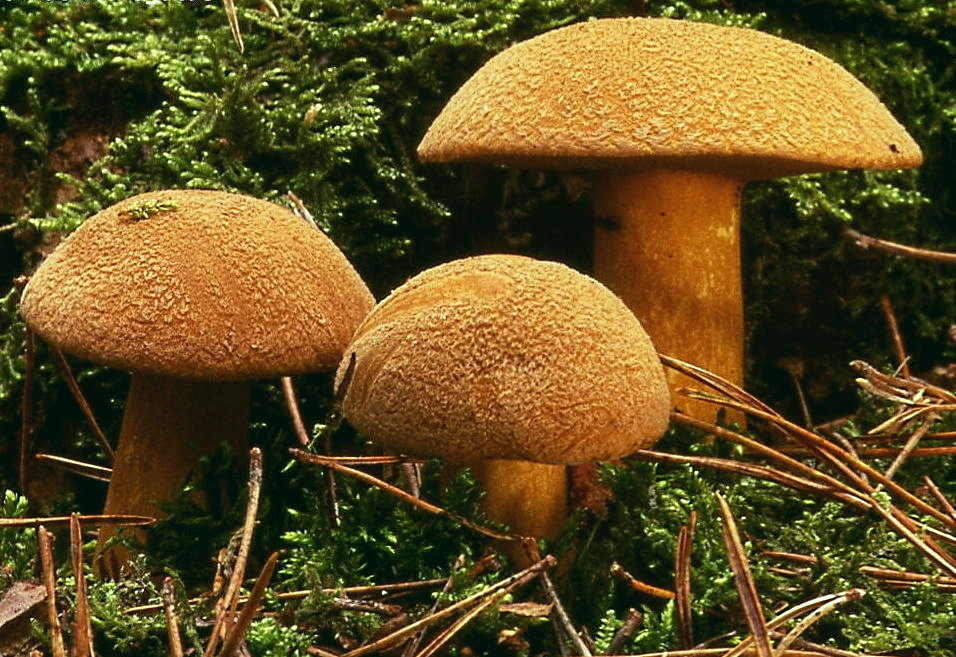
Suillus variegatus

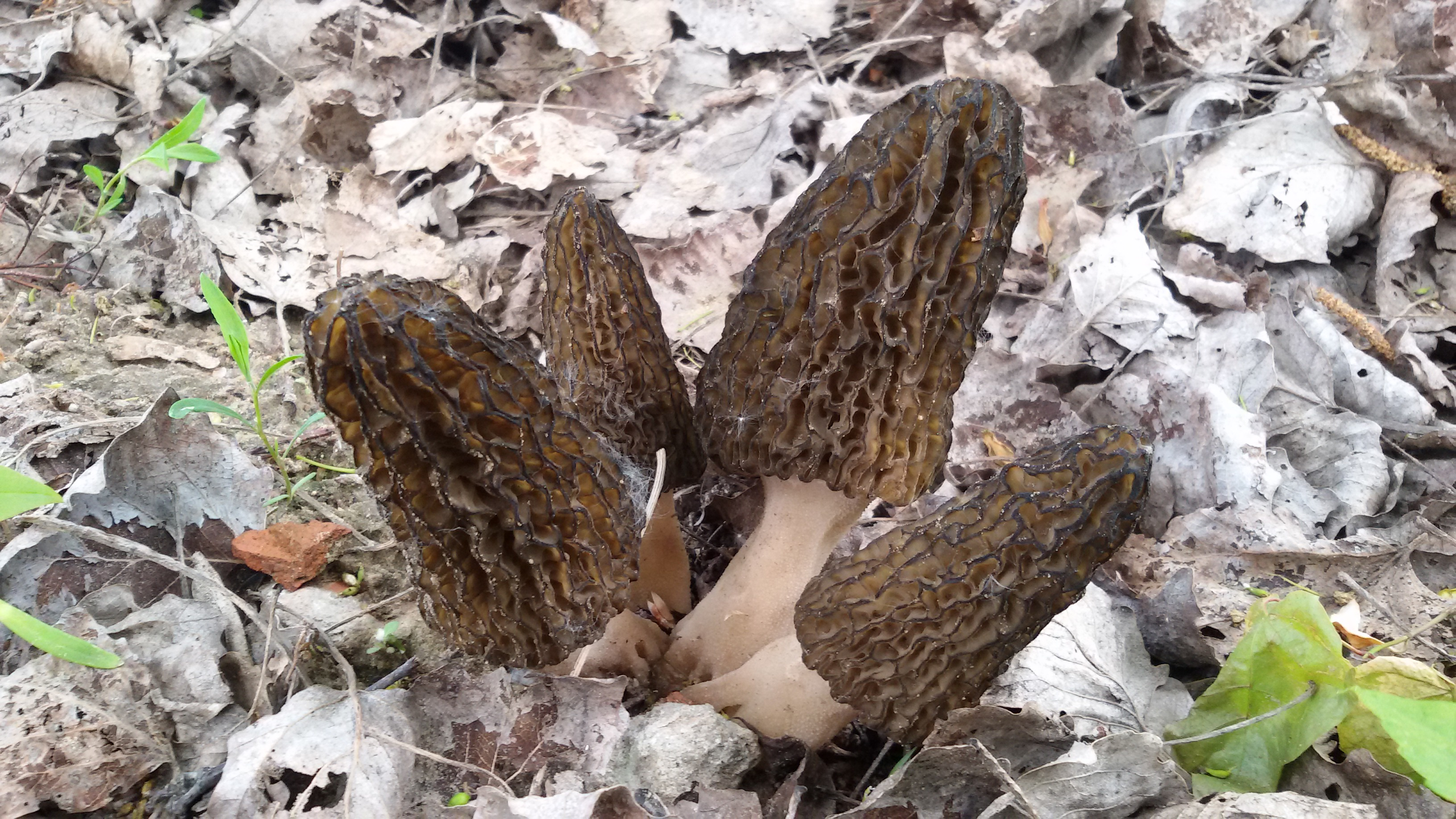
Morchella conica

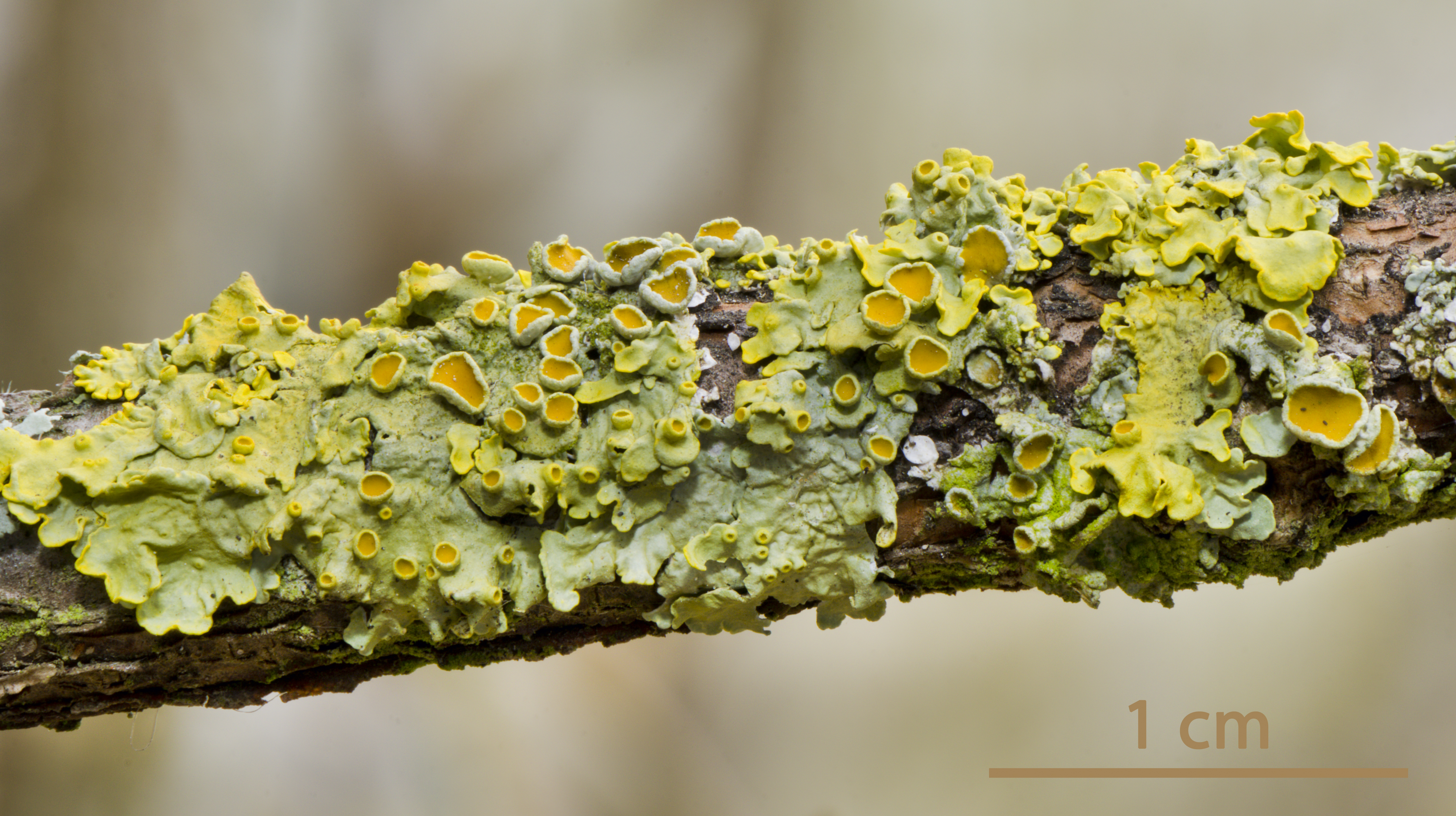
Xanthoria parietina

Ciupercile acționează ca un descompunător de materiale organice moarte (saprofiți), se hrănesc ca paraziți de alte viețuitoare sau trăiesc într-o simbioză reciprocă (mutualistă) cu plantele (micoriză) sau împreună cu  alge albastre-verzi (licheni). Datorită distribuției foarte eficiente a sporilor, aceștia sunt practic peste tot unde un substrat adecvat este disponibil și, în general, pot utiliza o gamă foarte largă de surse de hrană.
- Saprofiții: sunt pe de o parte specii care cresc pe sol bogat, frunze, gunoi, bălegar de cal etc. (de care se hrănesc), pe de alta bureții care pot descompune și utiliza lignina aproape exclusiv. Aceștia sunt de asemenea cei mai importanți utilizatori în defalcarea celulozei, hemicelulozei și cheratinei. Împreună cu bacteriile și micile organisme animale, formează humusul din deșeurile organice. Importanța ciupercilor în degradarea ligninei și în special a trunchiurilor foarte bogate în lignină ale copacilor morți iese în evidență în mai multe moduri. Doar ciupercile, în special anumite soiuri din încrengătura Basidiomycota, care sunt grupate sub numele „ciuperci de putregai alb” (termen folosit pentru a descrie descompunerea lemnului prin ciuperci, când acestea descompun în principal lignina brună și rămâne celuloza incoloră), sunt capabile să descompună eficient bucăți mai mari de lemn mort. Acești nutrienți organici sunt transformați în substanțe anorganice, cum ar fi dioxidul de carbon sau nitrații. Spre deosebire de bacteriile, dintre care unele pot valorifica într-o măsură limitată produsele disponibile a ligninei deja parțial degradate, ciupercile cu hifele lor pătrund activ în lemn, având enzimele necesare pentru degradarea complicată și risipitoare de energie. Pentru acest proces de degradare oxigenul este absolut necesar. Acolo unde nu este cazul, lemnul este păstrat mult timp, de exemplu în turbării) și este transformat în sfârșit în cărbune pe perioade geologice îndelungate.[15][16]
- Paraziții: atunci când o ciupercă parazitează o plantă, ea pătrunde în celulele ei cu hife specializate, care permit parazitului să pătrundă în țesuturile gazdei sale și să absoarbă nutrienți din acestea (de ex. specii de genul Armillariella pe rășinoase). Ele pătrund în peretele celular, dar lasă membrana celulară intactă (de altfel plasma celulară ar scăpa și celula gazdă ar muri), înfășurând-o doar, astfel încât acum este împrejmuită de o membrană dublă. Acest proces permite eliminarea substanțelor nutritive din plasma celulei gazdă. Ciupercile parazitare sunt de cele mai multe ori specializate pentru anumite organisme gazdă. Pentru a găsi cele potrivite, au dezvoltat diferite metode. În primul rând produc cantități mari de spori, crescând astfel șansa ca unii dintre ei să ajungă pe plante gazdă compatibile. Fungi din ordinul Pucciniales (ciuperci de rugină) de exemplu infestă preponderent tulpini și frunze. Au un ciclu de viață complex, care include adesea schimbul gazdei. O serie de reprezentanți au o importanță economică, deoarece afectează culturi agricole (de ex. Puccinia graminis pe cereale, Puccinia striiformis pe grâu sau Melampsorella caryophyllacearum pe brad argintiu). Alte specii au învățat să se răspândească eficient prin insecte care vizitează plantele gazdă. Astfel sunt transportate anumite drojdii care trăiesc în nectar de la floare la floare. Sporii Monilinia fructigena, agentul cauzator al putregaiului fructelor ai pomilor fructiferi, sunt răspândiți prin viespi, care în același timp asigură acces ciupercii prin roaderea fructelor. Specii din ordinul Ustilaginales pot trăi saprofitic în sol pentru ani de zile fără plante gazdă. Un exemplu este Ustilago maydis (focul porumbului): până la 12 ani mai târziu, s-au găsit micelii infecțioase într-un câmp afectat de el care  parazitează imediat plantele proaspăt semănate din nou.[17][18] De asemenea, animale și oameni pot suferi de infecții fungide când vin în contact cu sporii ciupercilor din ordinul Dermatophytes, ca de exemplu Microsporum canis care infestă în special câini și pisici (20%), rar și oameni[19] sau cunoscutul picior de atlet (Tinea pedis).[20]
- Micorizanții: sunt cuprinși în multe familii de ciuperci mari ai încrengăturii Basidiomycota (de ex. Amanitaceae, Boletaceae, Cantharellaceae, Russulaceae, Suillaceae) unde miceliul ciupercilor se înfășoară în jurul rădăcinilor copacilor drept teacă miceliară,  pătrunzând în scoarță, dar nu și în celule (ectomicoriză). Dar în număr mult mai mare se găsesc ciuperci foarte mici din diviziunea Glomeromycota care formează asociații micorizale arboricole, pătrunzând în celulele scoarței. Cu toate sunt cele mai valoroase ciuperci pentru natura. Ele formează asociații micorizale cu plantele, transferând apă și diferite substanțe anorganice, în special fosfați și minerale, către rădăcini, deoarece miceliile fine pătrund în sol mai îndeaproape decât ar putea rădăcinile de aspirație, primind în schimb carbohidrați, în special zahăr, pe care îl produce planta prin fotosinteză. Fungi nu au putea trăi fără această simbioză, deoarece nu sunt capabili să producă substanțe organice. Dar, la rândul lor, și unele plante ar supraviețui foarte greu fără ajutorul acestor ciuperci. Între rădăcinile bureților și rădăcinile copacilor are loc un contact foarte apropiat. Această alimentare mai bună se observă în special la soluri foarte sărace. Cea ce privește ciupercile arboricole trebuie menționat, că uneori ele pot împiedica creșterea plantei.[21][22]

Orhideele reprezintă un caz extrem, multe dintre ele fiind deja dependente de partenerii lor simbiotici fungizi atunci când semințele lor germinează în condiții naturale. Unele orhidee, de exemplu Neottia nidus-avis, nu conține clorofilă și, prin urmare, nu poate fotosinteza, ci obține toate nutrimentele din ciupercă, pe care astfel o parazitează.
- Lichenii: au o poziție specială. Sunt ciuperci care adăpostesc alge albastre-verzi unicelulare ca simbionți și, prin urmare, sunt fotoautotrofe, adică nu sunt dependente de sursele alimentare externe datorită fotosintezei simbionților lor. Spre deosebire de oricare dintre parteneri singur, ei pot coloniza habitate extreme. Ciupercile în cauză sunt însă greu viabile fără simbionții lor, în timp ce aceia din urmă pot prospera și izolat. Pentru licheni, avantajul simbiozei este, că se deschide o gamă mult mai largă de habitate pentru ei.[24]

- Specificări

- Specii marine și xerofile

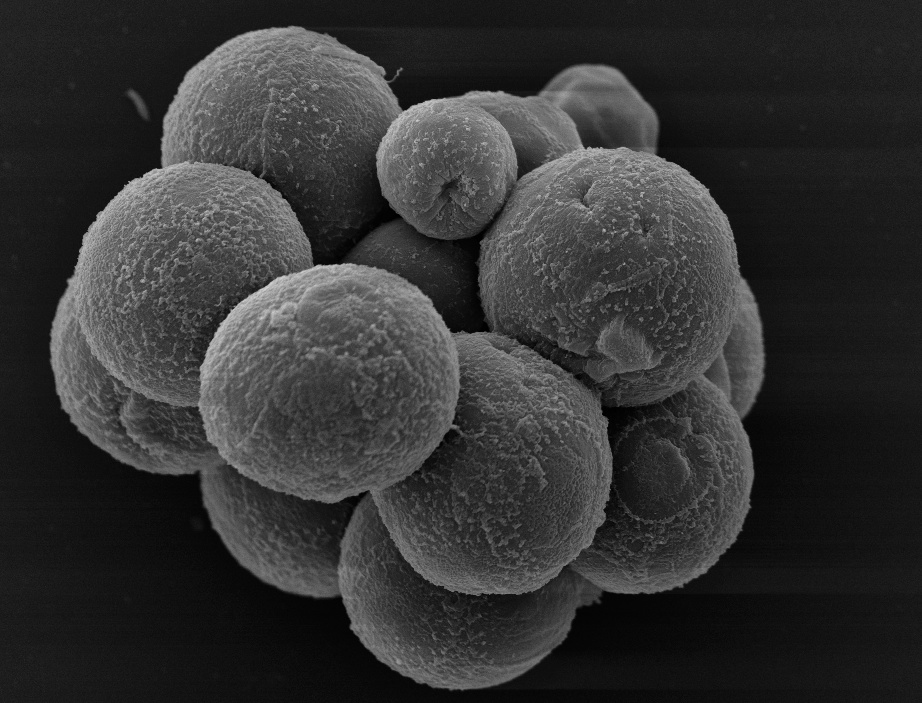
Sphaeroforma arctica, parazit maritim

Ciupercile, în special din încrengătura Ascomycota, sunt de asemenea răspândite în habitatele marine, adică într-un mediu extrem de salin, fiind paraziți de plante și animale din mare. Ele combat presiunea osmotică ridicată prin îmbogățirea adecvată a poliolilor (alcooli superiori), în principal ai glicerinei, dar și a mannitolului și a arabitolului în hife. Situația este similară cu mucegaiurile și drojdiile xerofile (organisme extremofile care pot să trăiesc și să se reproducă în condiții cu o disponibilitate redusă de apă). Cresc de exemplu pe  care pot să se dezvolte pe hering murat sau pe marmeladă.
- Specii anaerobe
Cele mai multe ciuperci sunt organisme aerobe. Dar unele sunt anaerobe, se pot descurca adică ori temporar fără oxigen (anaerobie opțională), de exemplu drojdii care trec la fermentație sub aceste condiții, trăind pe zahăr (pentru ele mult mai eficient decât cu respirația aerobă), ori chiar au pierdut capacitatea de a-l folosi deloc (anaerobie obligatorie) ca speciile familiei Neocallimastigaceae, care trăiesc în rumenul rumegătoarelor fiind specializate în utilizarea celulozei.

## Arealul și condițiile de trai pe scurt
Ciupercile pot popula aproape orice mediu de trai, cu respectarea anumitor condiții, valabile pentru cele mai multe specii terestre:
- prezența substratului organic;
- lipsa luminozității prea mari;
- temperatură ridicată;
- umezeală destulă.

## Semnificație pentru om

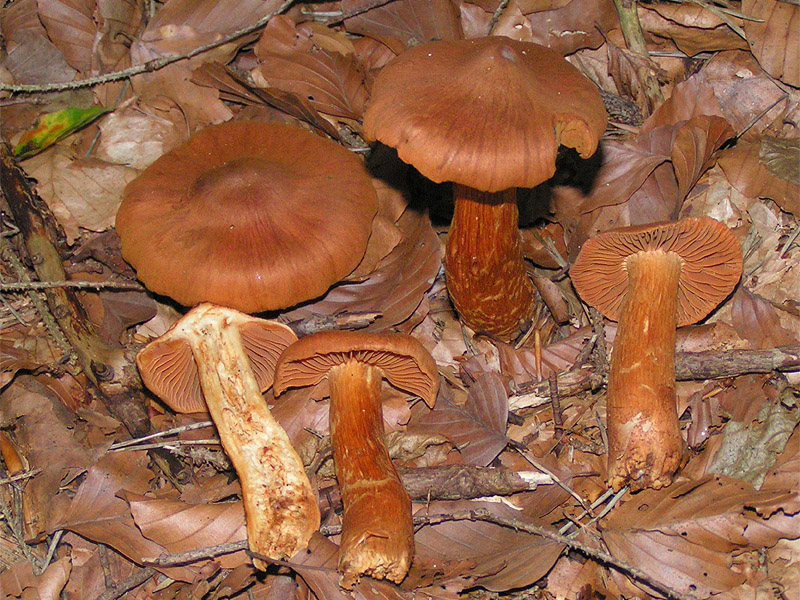
Cortinarius rubellus

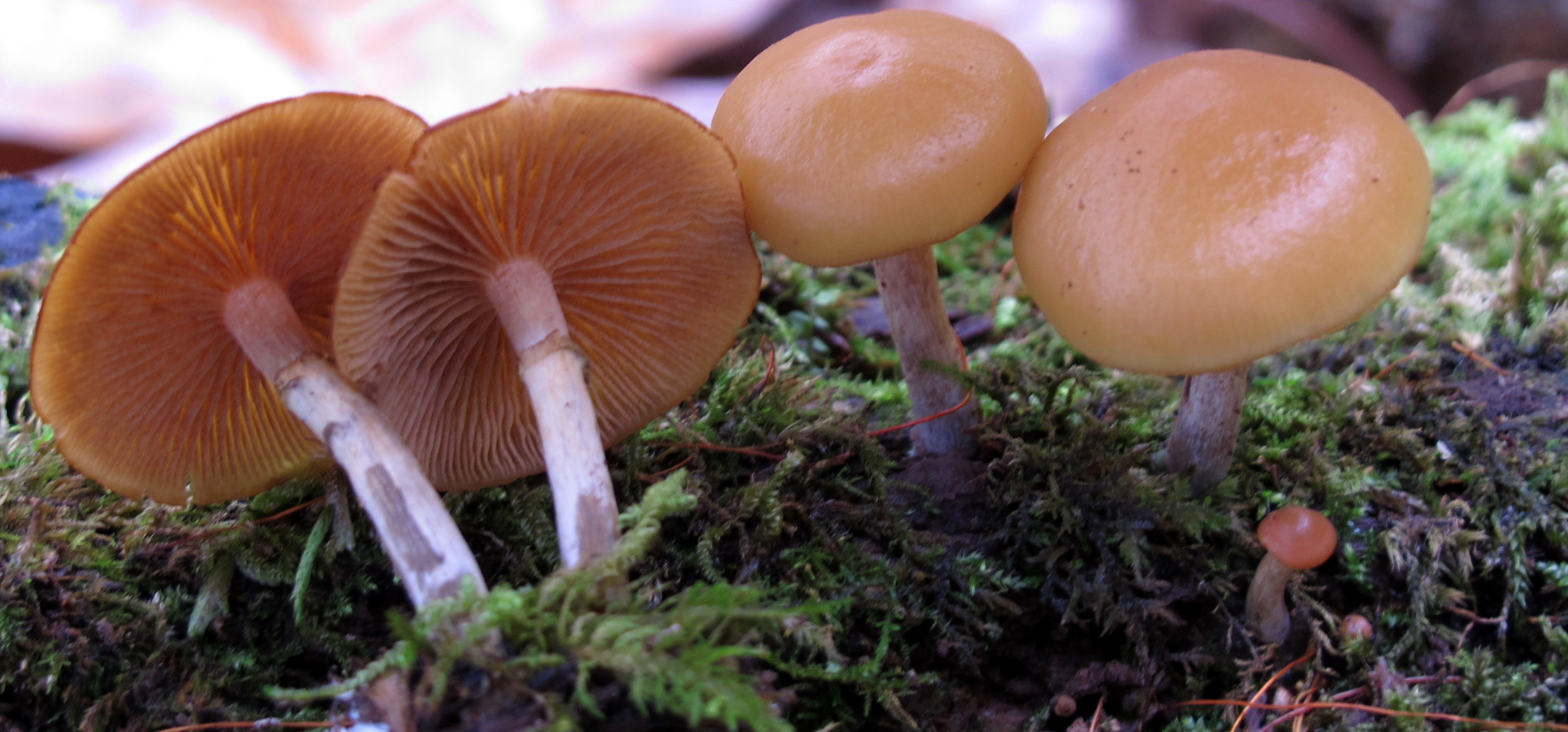
Galerina marginata

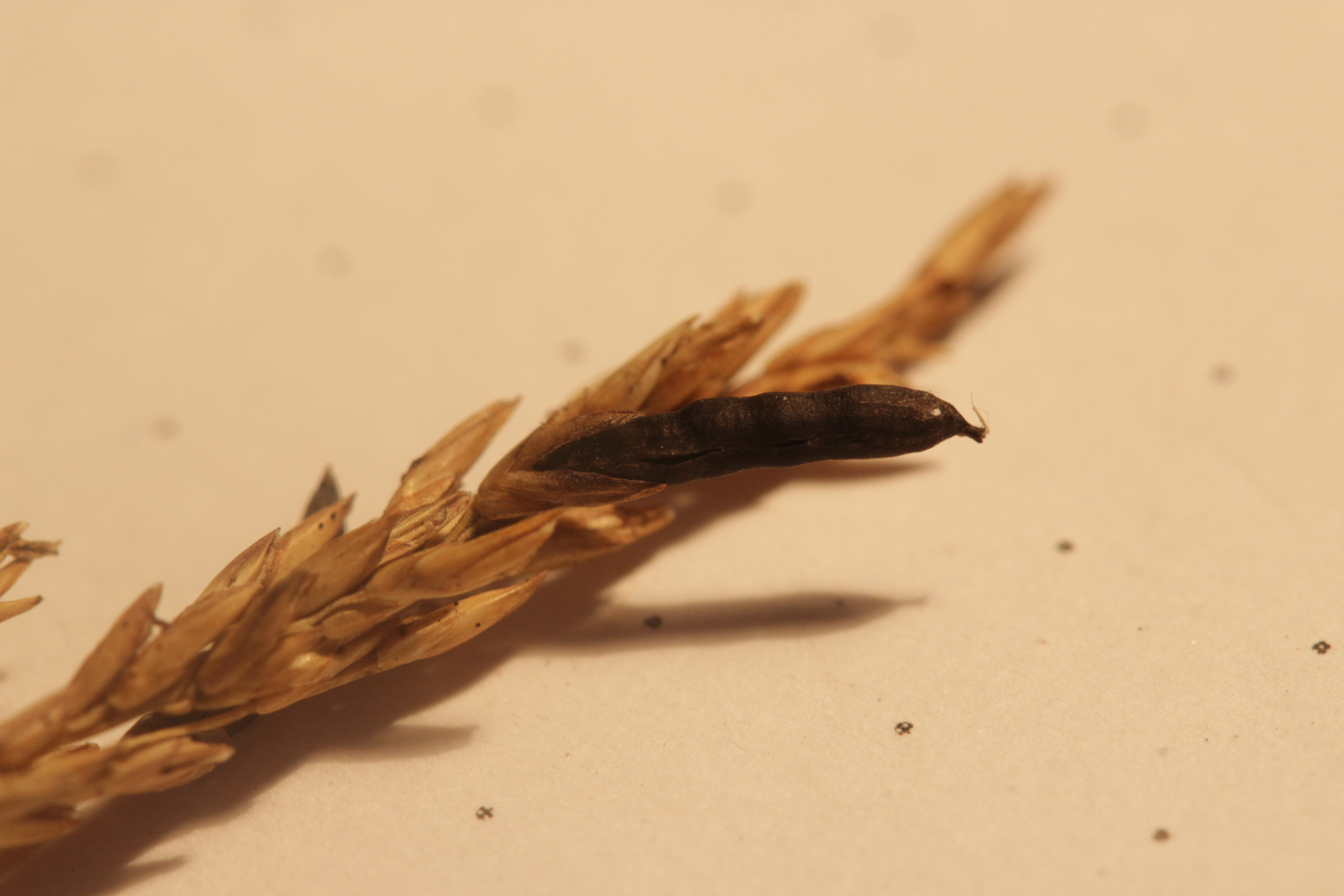
Claviceps purpurea

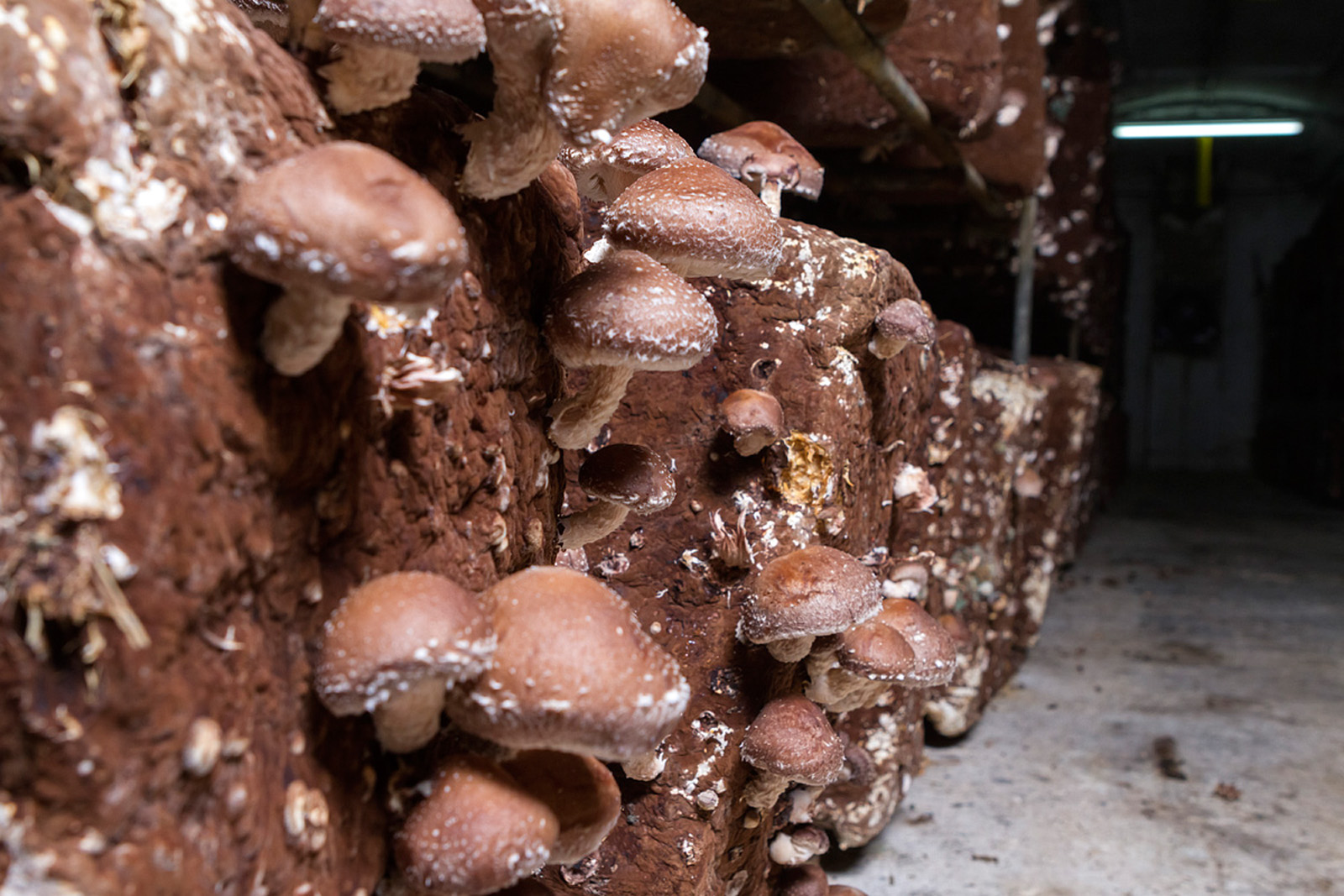
Lentulina edodes

Pentru om, ciupercile joacă un rol atât pozitiv, cât și negativ. Vezi și mai jos sub "legăturti externe".
- Ciuperci comestibile și otrăvitoare

Există specii ușor de identificat, dar altele, unde o confuzie este posibilă și uneori cu un rezultat fatal. Câteva exemple în detaliu:
- Ordinul Agaricales este cel mai periculos. Astfel speciile letale din genul Amanita (Amanita phalloides, Amanita verna, Amanita virosa) respectiv destul de toxice ca Amanita gemmata, Amanita pantherina) sau cele din genul Clitocybe cu de exemplu Clitocybe dealbata (+), Clitocybe fragrans, Clitocybe rivulosa (+) precum cele din genul Cortinarius (Cortinarius cinnamomeus, Cortinarius gentilis (+), Cortinarius orellanus (+), Cortinarius rubellus (+) sau Cortinarius traganus), au nu rar o mare asemănare cu soiuri comestibile. Soiurile ale genului Inocybe sunt cu toate grav otrăvitoare, pe când cele de Gomphidius și bureții familiei Hygrophoraceae cu toate comestibile. Mai departe tot se mai culeg specii declarate comestibil în cărți micologice mai vechi care însă sau dovedit între timp posibil mortale ca de exemplu Paxillus involutus sau Tricholoma equestre. Galerina marginata a provocat nu puține otrăviri letale prin confundarea cu de exemplu Flammulina velutipes sau Kuehneromyces mutabilis, la fel și Pleurocybella porrigens. 
- Ordinul Boletales cuprinde specii cu pori albi până gălbui (verde-gălbui) și altele cu pori roșiatici până roșii. La cele cu porii deschiși nu există surate toxice, unele însă fiind necomestibile din cauza gustului amar (Boletus calopus, Boletus radicans, Tylopilus felleus). La cele cu porii roșii o confuzie de specii comestibile cu  cele otrăvitoare, dar nu letale, este destul de ușoară, ca de exemplu cu Boletus lupinus, Boletus rhodoxanthus sau Boletus satanas). 
- Ordinul Cantharellales nu cunoaște ciuperci necomestibile sau chiar toxice.
- Ordinul Polyporales cunoaște preponderent ciuperci comestibile. Unele specii nu pot fi mâncate, fiind amare sau de consistență dură.
- Ordinul Russulales are reguli proprii. Pentru genurile Lactarius, Lactifluus și Russula contează, că toți bureții fără miros neplăcut precum gust iute sau neconvenabil sunt comestibili. Chiar și unii din acei iuți ar putea fi mâncați.
- Încrengătura Ascomycota cunoaște ciuperci de mucegai foarte toxice (Hypomyces chrysospermus, Serpula lacrymans), dar și de exemplu drojdia foarte utilă. Cea ce privește familiile cu ciuperci mai mari se poate spune că Morchellaceae-le sunt cu toate comestibile, dar Helvellaceae-le au în rândul lor specii otrăvitoare sau suspecte, nu mereu ușor de identificate, fiind astfel numai ceva pentru cunoscători.  
Mai multe amănunțiri vedeți pe pagina descriptivă a ciupercilor.
- Ciuperci psihoactive/halucinogene

Aceste ciuperci conțin substanțe psihotrope ca de exemplu psilocibina, psilocina, muscimolul sau ergotină. Cele mai cunoscute sunt ciupercile care conțin psilocibină Efectele lor sunt uneori comparate cu cele ale LSD-ului. Acestea includ specii exotice, cum ar fi Psilocybe cubensis dar și specii autohtone, ca de exemplu Mycena pura, Pluteus salicinus sau Psilocybe semilanceata. Amanita muscaria și Amanita regalis conțin acid ibotenic și derivatul muscimol toxici și psihotropi, mult mai eficienți în stadiu uscat. Ambele substanțe sunt clasificate ca deliranți.  Pe lângă alte substanțe toxice, Claviceps purpurea conține și ergotină. Ciupercile psihoactive au avut și mai au o semnificație spirituală drept substanțe enteogene pentru diverse popoare indigene. Culegătorii de ciuperci neexperimentați riscă să culeagă ciuperci care conțin aceste substanțe. Din păcate și mulți oameni tineri experimentează cu acești bureți fără a se gândi la efectele nocive pentru sănătate.
- Ciuperci medicinale

În lume, există peste 100 de specii de ciuperci utilizate in scop terapeutic, mai ales în China și Japonia. Acestea conțin proteine, aminoacizi, vitamine, minerale si multe alte microelemente active, ajungând sa fie agenți adjuvanți in terapiile complementare ale multor afecțiuni. În Europa și America de Nord ciupercile au fost folosite și în scopuri medicinale de la începutul secolului al XX-lea. Medicamente ca antibioticul penicilină sunt obținute din ciuperci. Alți metaboliți ai ciupercilor scad colesterolul sau ajută împotriva malariei (Metarhizium pingshaense proiectat genetic).

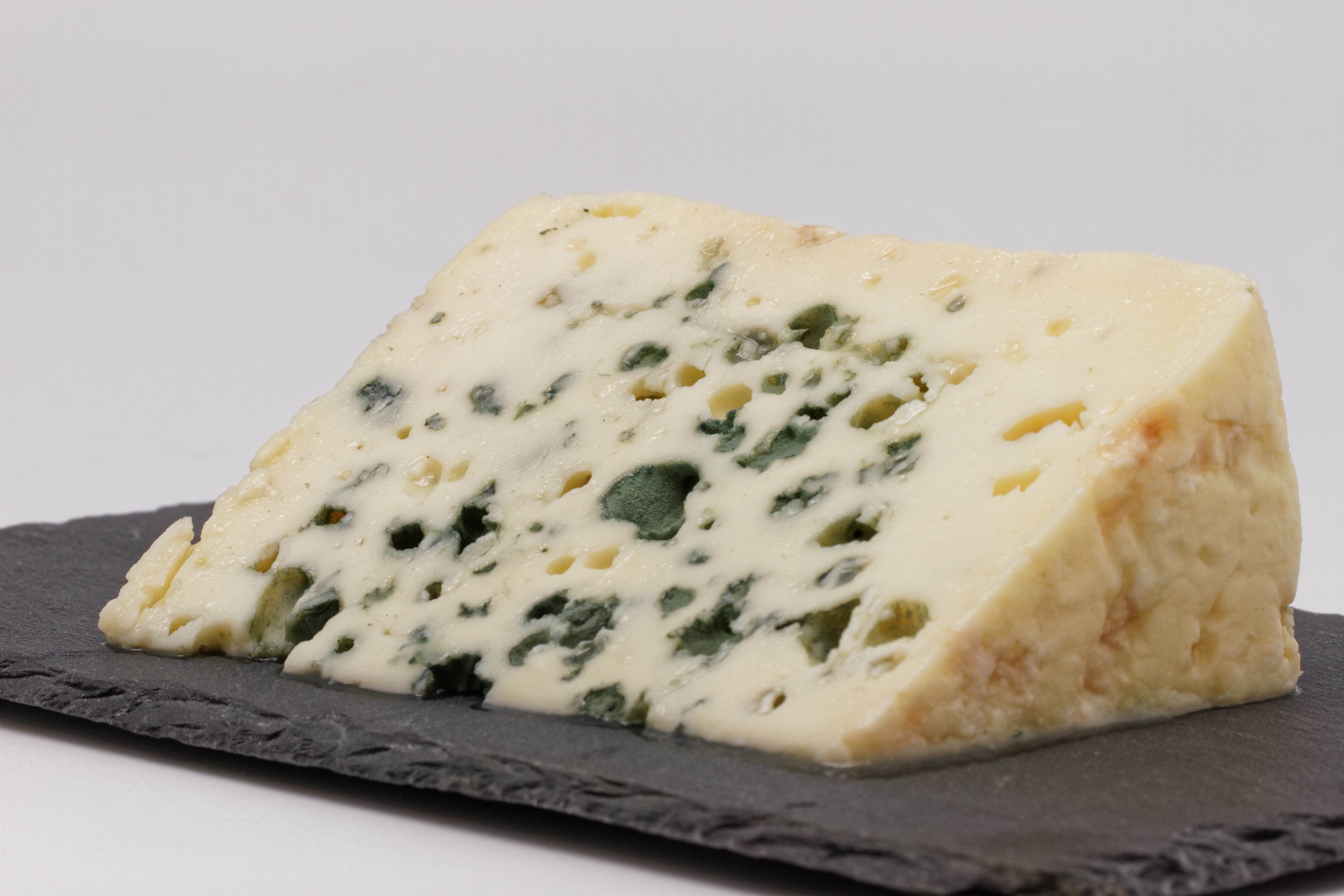
Mucegaiul Roquefort-ului

În România, următoarele specii sunt recunoscute drept ciuperci medicinale/terapeutice: Agaricus subrufescens sin. Agaricus blazei, Ganoderma lucidum (Reishi), Grifola frondosa (Maitake), Inonotus obliquus (Chaga) și Lentinula edodes, sin. Lentinus edodes (Shiitake).
- Ciuperci și nutriție

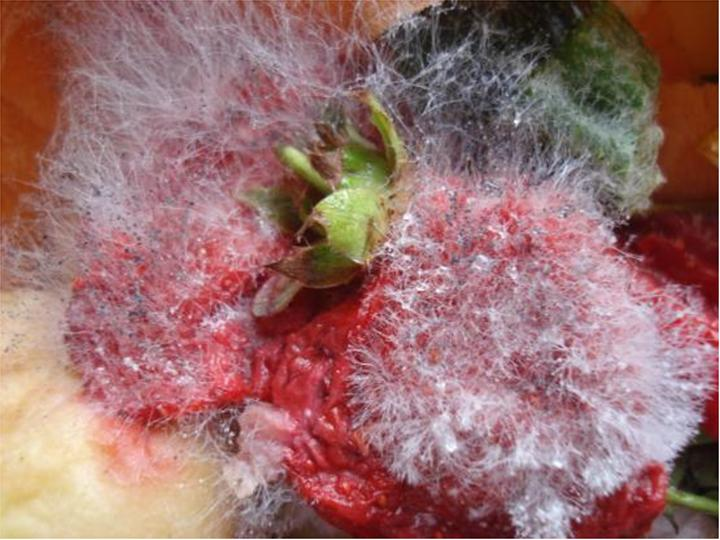
Rhizopus stolonifer pe roșii

- Un mare rol joacă cultivarea în mase a ciupercilor mari comestibile saprofite și parazite. Cele mai cunoscute sunt Agaricus bisporus, Auricularia auricula-judae, Lentinula edodes, sin. Lentinus edodes și Pleurotus ostreatus..
- Dintre ciupercile unicelulare drojdiile de zahăr din genul Saccharomyces, în special drojdia de brutar Saccharomyces cerevisiae, dar și Saccharomyces bayanus, Saccharomyces ellipsoides și Saccharomyces uvarum (există peste 1.500 de specii), sunt cele mai cunoscute ciuperci utile în acest domeniu. Acestea produc alcool și dioxid de carbon prin fermentația alcoolică și sunt folosite la coacerea unui aluat, în prepararea de bere, la producerea vinului, a altor băuturi alcoolice precum a anumitor produse (de asemenea slab alcoolice) de lapte covăsit (de ex. Chefirul). De regulă, drojdia folosită astăzi este cultivată, produsă biotehnologic, dar cea care trăiește în mod natural pe suprafața strugurilor este încă folosită în multe cazuri, în special în producția de vin. Pe lângă bacteriile cu acid lactic, plămădeala folosită în pâinea de copt conține și ea drojdie. 
Ciuperca de mucegai Botrytis cinerea joacă, de asemenea, un rol în producția vinului. Pe vreme răcoroasă și umedă de toamnă, produce un putregai asupra boabelor, ceea ce cauzează perforarea pielii boabelor. În urmă, ele pierd apă, lăsând în urmă un procent mai mare de solide, cum ar fi zăhări, acizi fructici și mineralii, având ca rezultat un produs final mai concentrat și intens. Château d’Yquem este singura Premier Cru Supérieur, în mare parte datorită susceptibilității podgoriei pentru așa numitul putregai nobil. Pe de altă parte, ciuperca este foarte dăunătoare pentru de exemplu căpșuni sau roșii.
- Multe tipuri de mucegai (Penicillium candidum, Penicillium camemberti, Penicillium roqueforti, Penicillium glaucum etc.) joacă, un rol important în procesul de maturare a produselor lactate, în special a produselor lactate acre și a brânzeturilor (de ex. Blue Stilton, Gorgonzola, Roquefort, infestate cu mucegaiul albastru sau Camembert și Brânză de Brie cu cel alb). În contrar, putregaiul de pâine Rhizopus stolonifer care dăunează și de exemplu cartofii dulci căpșunii, papaya, prunele sau roșiile este foarte toxic pentru om și animal.

## Importanță economică
Cel mai mare post sunt ciuperci saprofite și parazite cultivate. Agaricus bisporus este cel mai important burete comestibil cultivat în întreaga lume. El a fost crescut pentru prima dată la Paris de Olivier de Serres (1539-1619) pe vremea regelui Ludovic al XIII-lea al Franței. Au urmat Agaricus bitorquis, care efectuează carne mai tare precum șampinionul brun, derivat din Agaricus silvaticus. Agaricus subrufescens sin. Agaricus blazei este un șampinion cultivat în  Orientul Îndepărtat și America de Sud datorită proprietăților medicinale vestite, ce i se atribuie din vechi timpuri, între altele împotriva cancerului. El se folosește în medicina alternativă. Dar dovezi științifice lipsesc până astăzi. La nivel mondial s-au produs circa 1,5 milioane tone ciuperci anual (2011). Pe plan european se produce aproximativ 60% din această cantitate, adică în jur de 900.000 tone, principalele țări producătoare de ciuperci fiind Franța, Polonia, Italia și Ungaria. Dintre toate speciile de ciuperci, românii preferă specia Agaricus (Champignon), în timp ce în străinătate este mult mai apreciată specia Pleurotus, iar în Asia de Est soiurile Mu-Err și Shiitake.
Mulți bani se fac de asemenea cu pulberi, tincturi și capsule din „ciuperci medicinale”. Dar efectul este îndoielnic.

## Remarcări suplimentare

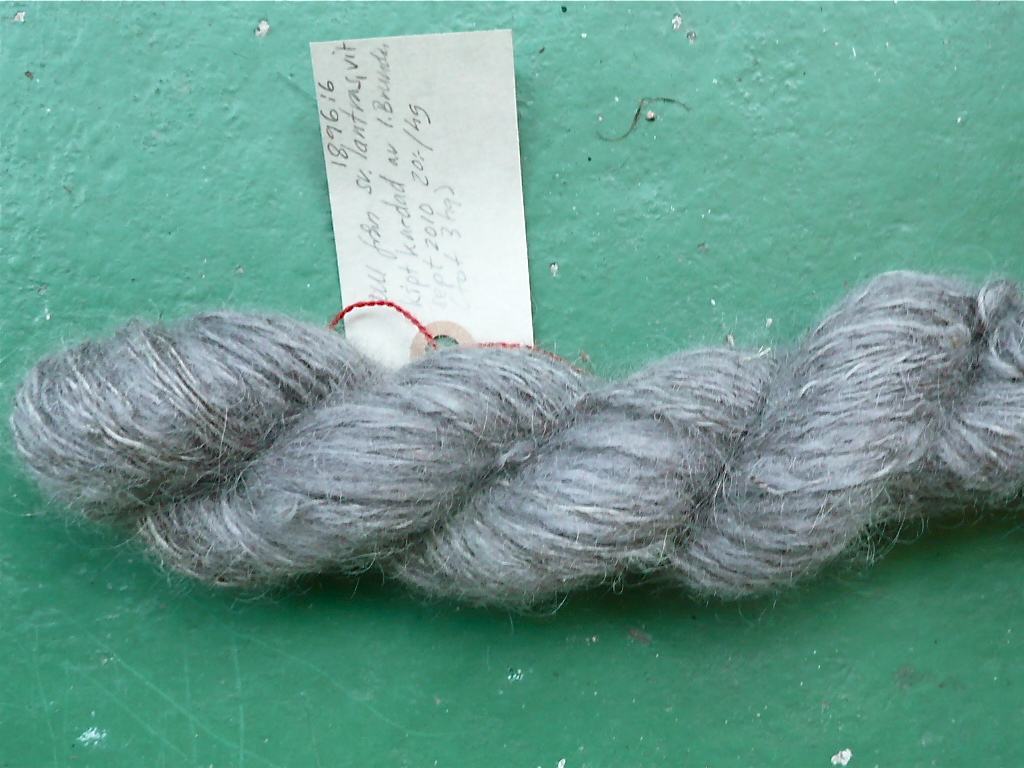
Lână vopsită cu porceasca

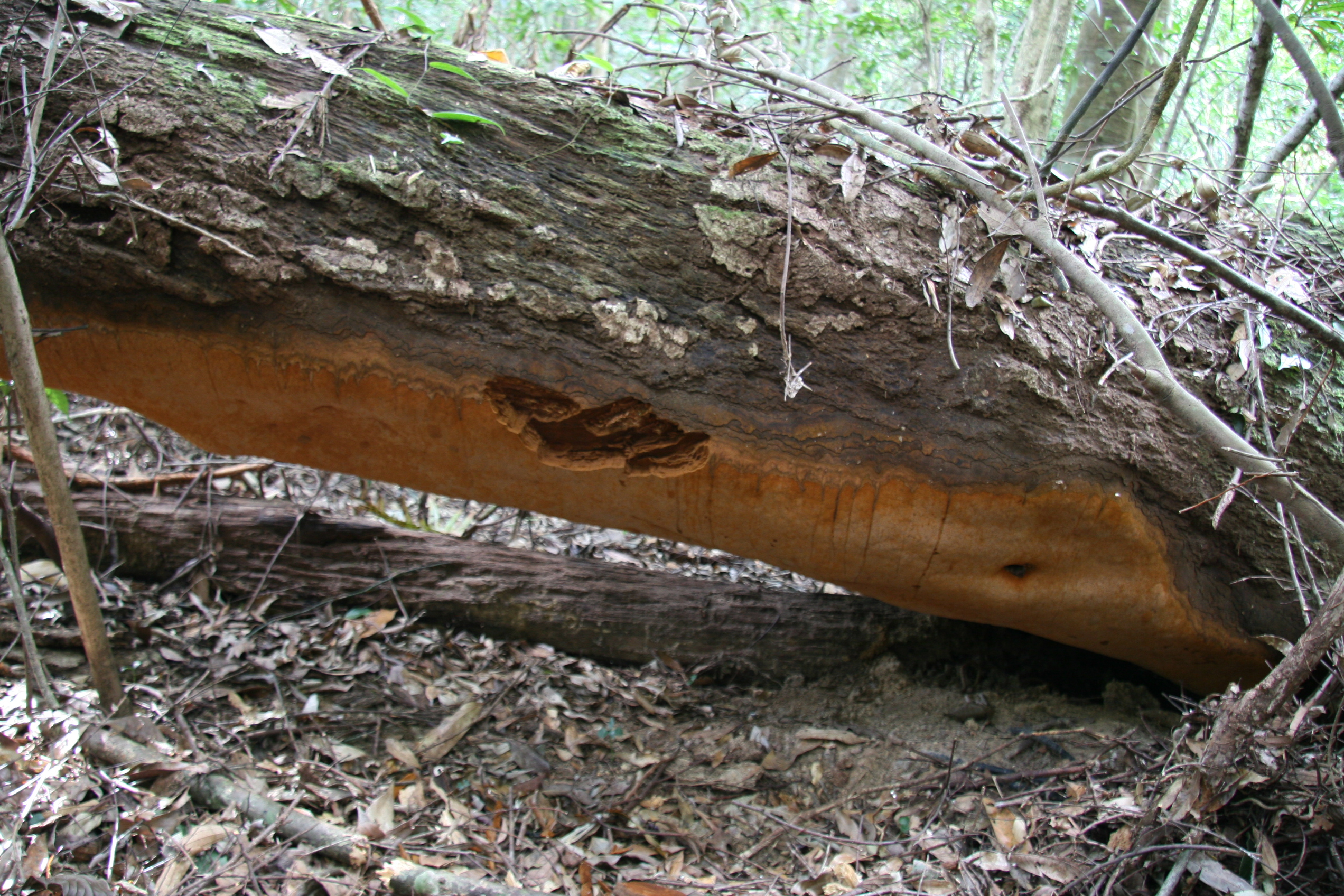
Phellinus ellipsoideus

- Fomes fomentarius a fost folosit deja în perioada neolitică la aprinderea focului. Mai târziu, în evul mediu, ea a fost fiartă curățită de crustă și apoi îmbibată cu o soluție de nitrat de amoniu sau urină și apoi uscată. Astfel preparată, era suficientă numai o scânteie pentru aprinderea ei. Scânteia se obținea cu o bucată de cremene și un amnar. Ciuperca se și prelucrează în obiecte artizanale încă din vremuri străvechi. Miezul ei moale se prelucrează după feliere prin loviri repetate cu un ciocan de lemn și astfel i se dă forma dorită, în final ajungând să semene cu pielea de căprioară sau de catifea și se pot crea diverse obiecte decorative sau accesorii vestimentare de mare preț (șepci, pălării, genți, și alte obiecte), astăzi făcute pentru piețele turistice. Această artistică artizanală este acum considerată aproape dispărută, fiind practicată de doar câteva familii din România, preponderent din Corund, Județul Harghita.
- Chimia coloranților fungici este foarte complexă din cauza numărului mare de compuși. Astfel de exemplu colorantul Atromentin un polifenol precum o benzochinonă, al speciei Tapinella atrotomentosa (dar și al unor Boletaceae) este oxidat într-o formă albastră atunci când ciuperca este rănită, datorită oxigenul atmosferic și oxidazelor conținute în ea. Decoctul albăstrui, obținut din carnea ei poate fi folosit pentru vopsirea de produse textile. Colorantul roșu al Boletaceae-lor cu pori roșii sau roșiatici este Variegatorubin, de asemenea un polifenol iar cel galben al lui Suillus grevillei este un amestec de grevilina B și C, tot un polifenol. Levodopa a fost indicată în Strobilomyces strobilaceus după o leziune, ce duce la o culoare neagră sub conformație cu melanină.  În plus, carotenoide, derivate de azulenă, antrachinone și riboflavină apar frecvent în ciuperci.
- Armillaria ostoyae este cel mai mare organism cunoscut din lume. Oameni de știință au descoperit în pădurea Malheur National Forest⁠(en)[traduceți]  în est de Prairie City, Oregon⁠(en)[traduceți] (statul Oregon, SUA) o ciupercă de miere uriașă (pentru mai mulți savanți între alții Claude Casimir Gillet sau Bruno Cetto numai variația Armillaria obscura)), răspândită peste 900 de hectare, cu o greutate de aproximativ 600 de tone și o vârstă de 2.400 de ani. 
- Phellinus ellipsoideus este soiul cu cel mai mare corp fructifer cunoscut. A fost găsit în provincia chineză Hainan în 2010. A avut 10,85 m lungime, 82-88 cm lățime și 4,6-5,5 cm grosime. Studiile privind densitatea ciupercii au arătat că întregul a cântărit între 400 și 500 de kilograme. Vârsta lui a fost estimată a fi în jur de 20 de ani.